# アマシス2世
アマシス2世（古代ギリシア語: Ἄμασις Ámasis）は、古代エジプト第26王朝のファラオ（在位：紀元前570年 – 紀元前526年）。アプリエスの後継者で、ペルシア征服前のエジプトの最後の偉大な支配者である。嫡男・プサムテク3世はペルシア軍に敗れ、エジプトはペルシアの属州となった。イアフメス2世と表記される。

## 生涯
古代ギリシアの歴史家・ヘロドトスによると、アマシスは平民の出身であった。母親がタシェレニセトであったことは現在大英博物館に所蔵されている彼女の胸像で確認されている。生家はサイスのシウフにあり、元々はエジプト軍の将校であった。前592年、プサムテク2世のヌビアでの作戦に参加した。

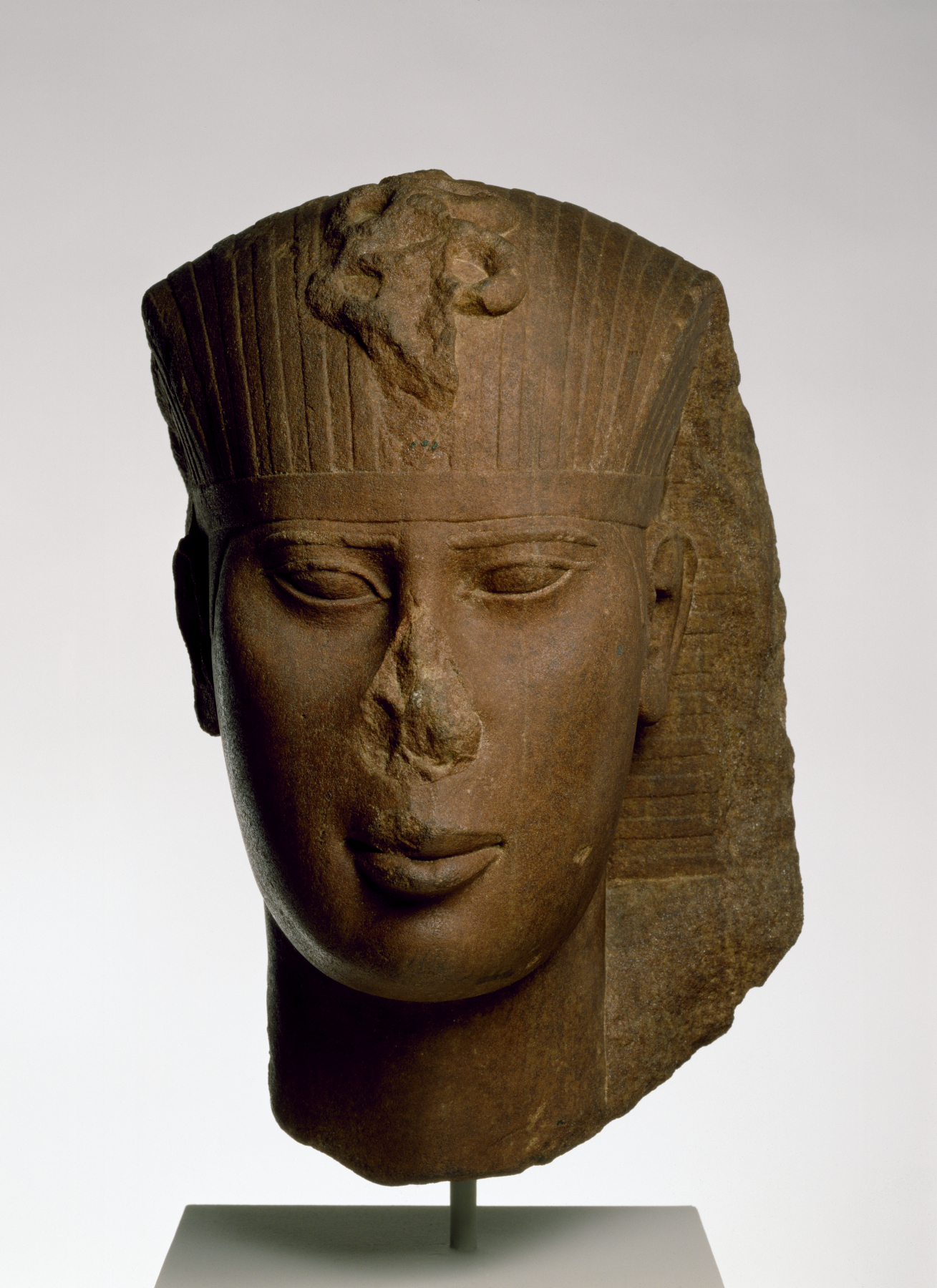
ウォルターズ美術館に所蔵されているアマシス2世の頭部像（紀元前560年頃）

エジプト兵の間で起きた反乱は、アマシスに王位奪取の機会を与えた。リビアのキュレネへの遠征から帰国した兵士たちは、王であるアプリエスがギリシア人傭兵を使ってより絶対的に支配するために裏切られたのではないかと疑い、多くのエジプト人が彼らに同調した。反乱を鎮めるために派遣されたアマシス将軍は、反乱軍によって代わりに王となり、アプリエスは傭兵に頼らざるを得なくなり、敗走した。アプリエスはバビロニアに亡命し、前567年、バビロニア軍の援護を受けて故郷に侵攻し、捕らえられて殺された。エジプト人と外国人兵士の闘争があったこと、アプリエスが前567年頃に殺されて埋葬されたことは、碑文に確認されている。アマシスは自分の王権を正統化するために、先代アプリエスの娘である（諸説あり）ケデブネイトイルビネト2世と結婚した。
ヘロドトスは、アマシスが最終的にペルシア軍との対立を引き起こすことを記述している。ヘロドトスによると、アマシスはカンビュセス2世またはキュロス2世から、好条件のエジプト人眼科医を要求された。アマシスはこれに応じ、エジプト人医師を強制労働させ、家族をエジプトに残し、強制的にペルシアに移住させた。この復讐のために、この医師はカンビュセスと非常に親しくなり、カンビュセスはエジプト人との絆を固めるためにアマシスに娘を嫁がせることを提案した。カンビュセスはこれに応じ、アマシスの娘を嫁がせるように要求した。
アマシスは、自分の娘がペルシア王の妾になることを心配し、自分の子孫を手放さなかった。アマシスもペルシア帝国を相手にする気はなかったため、自分の子孫の代わりに、ヘロドトスが明確にアマシスによって殺されたと確認している先代ファラオ・アプリエスの娘をペルシアに行かせるという欺瞞をでっち上げた。このアプリエスの娘は、ヘロドトスが「背が高く美しい」 と形容したニテティスであった。ニテティスはアマシスを裏切り、ペルシア王に迎えられると、アマシスの策略と自分の本当の出自を説明した。これはカンビュセスを激怒させ、彼はその復讐を誓った。アマシスはカンビュセスに復讐される前に亡くなったが、彼の嫡男・プサムテク3世はペルシア軍に敗れた。紀元前525年のペルシウムの戦いで、エジプトはペルシアに敗れ、アケメネス朝の属州となった。

## エジプトの繁栄

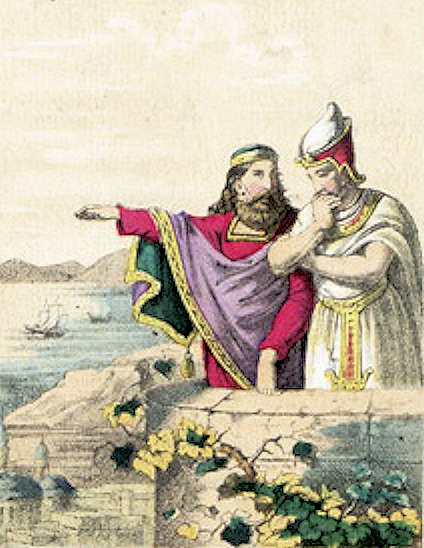
サモス僭主・ポリュクラテスとアマシス2世

アマシスの時代、エジプトは農業を中心とした経済の絶頂期を迎えた。アマシス2世の死の直後にエジプトを訪れたヘロドトスによると、エジプトはアマシスの時代に農業において最高の繁栄を遂げ、都市の数は2万に達していた。
アマシスは、エジプトとギリシアをかつてないほど密接な関係にした。ヘロドトスは、彼の慎重な統治の下、エジプトが新たな繁栄に達したこと、アマシスは特に下エジプトの神殿を見事な一枚岩の祠やその他のモニュメントで飾ったこと（ここでの活躍は現存の遺跡によって証明されている）などを語っている。また、バトゥス3世の娘・ラディチェというギリシアの王女と結婚し、サモスのポリュクラテスやリュディアのクロイソスとも同盟を結んだ。
アマシスの王国は当初はおそらくナイル川の第一急湍までのエジプトだけであったが、これにキプロスを加え、リビアのキュレネにも大きな影響力を持っていた。前567年頃、アマシスはネブカドネザル2世率いるバビロニアのエジプト侵攻を撃退した。以後、バビロニアは帝国の統制が難しくなり、更なる攻撃を断念せざるを得なくなった。

## 墓とミイラの冒涜
アマシス2世は紀元前526年に死去した。遺体はサイスの王家のネクロポリスに埋葬され、その墓はまだ発見されていない。
ヘロドトスは、ペルシア王・カンビュセスがエジプトを征服したとき、アマシスのミイラが冒涜されたことを記している。カンビュセスはアマシスの遺体を墓から取り出し、鞭で打ち、櫂で突き刺し、髪をむしり取って、様々な冒涜を行った。遺体は防腐処理されていたため、打撃を受けても粉々になることはなく、カンビュセスは遺体を燃やした。

## 画像集

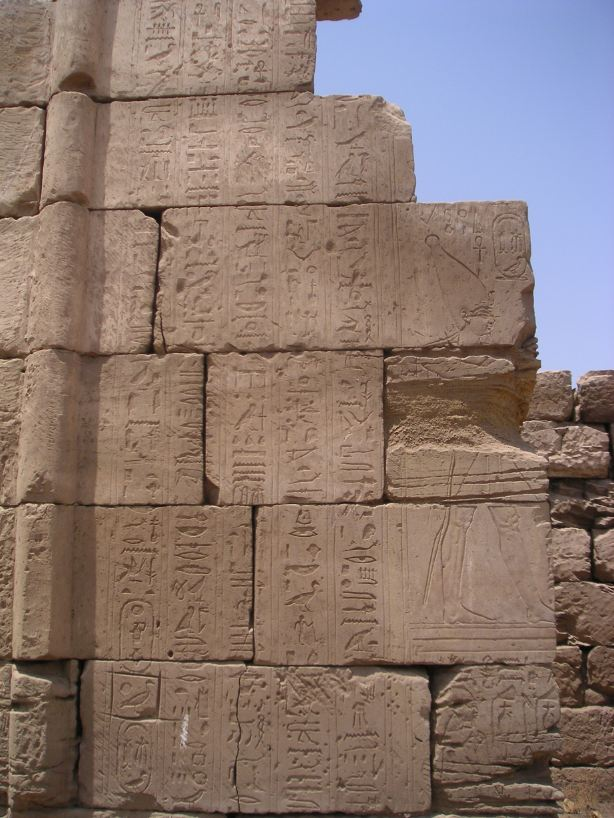
カルナック神殿のアマシス2世のレリーフ
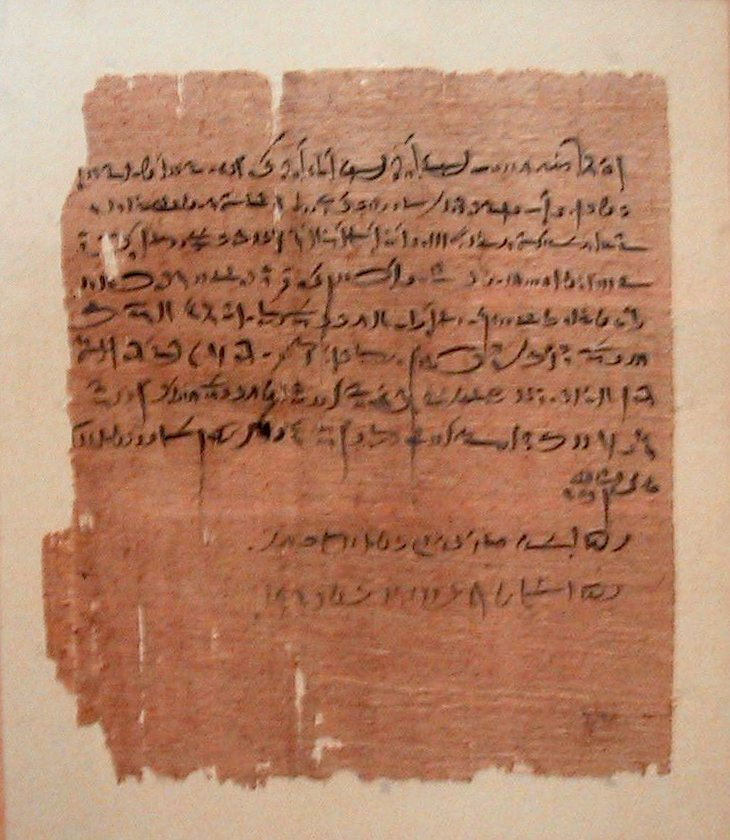
アマシス2世35年に民衆文字で書かれたパピルス（ルーヴル美術館）
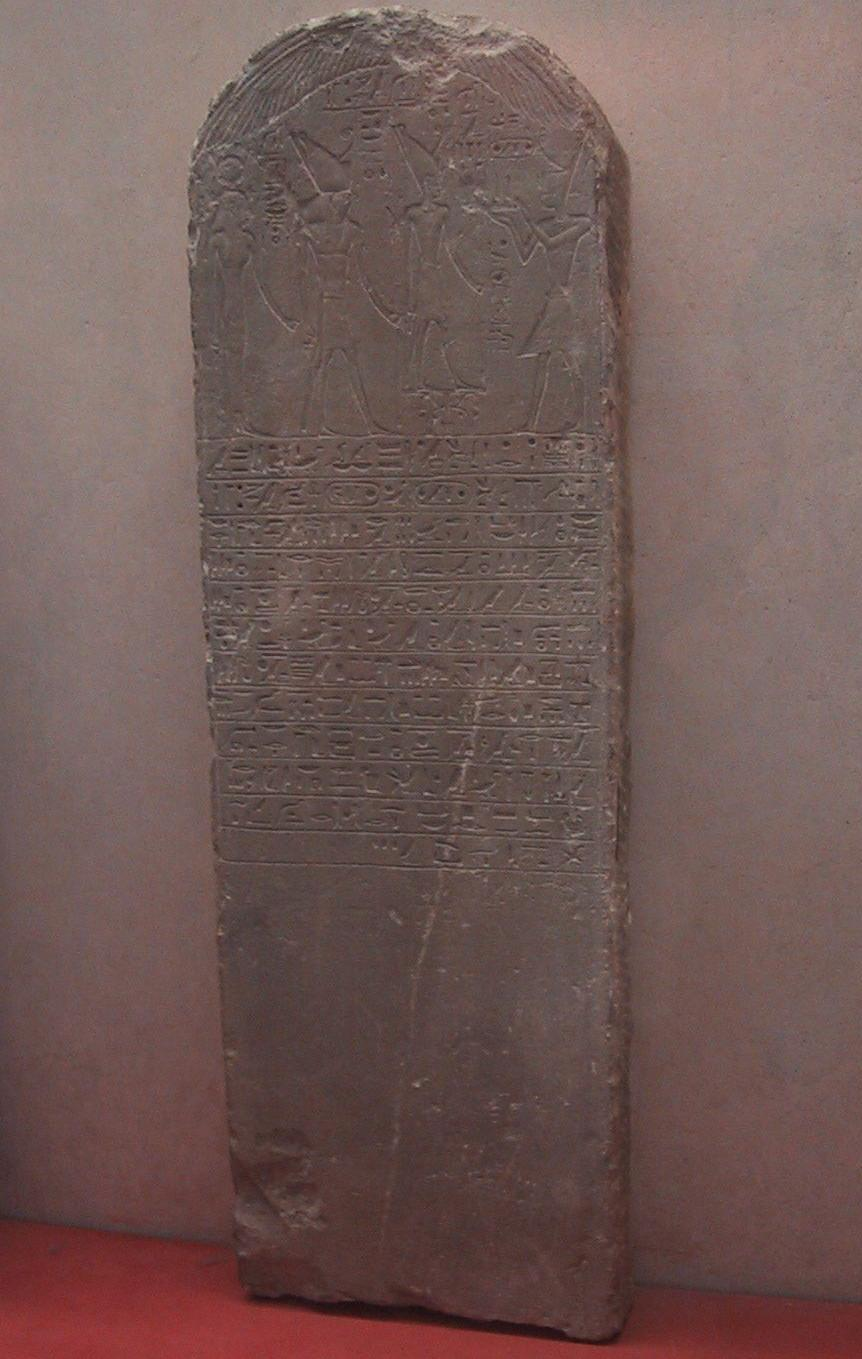
アマシス2世1年の石碑（ルーヴル美術館）
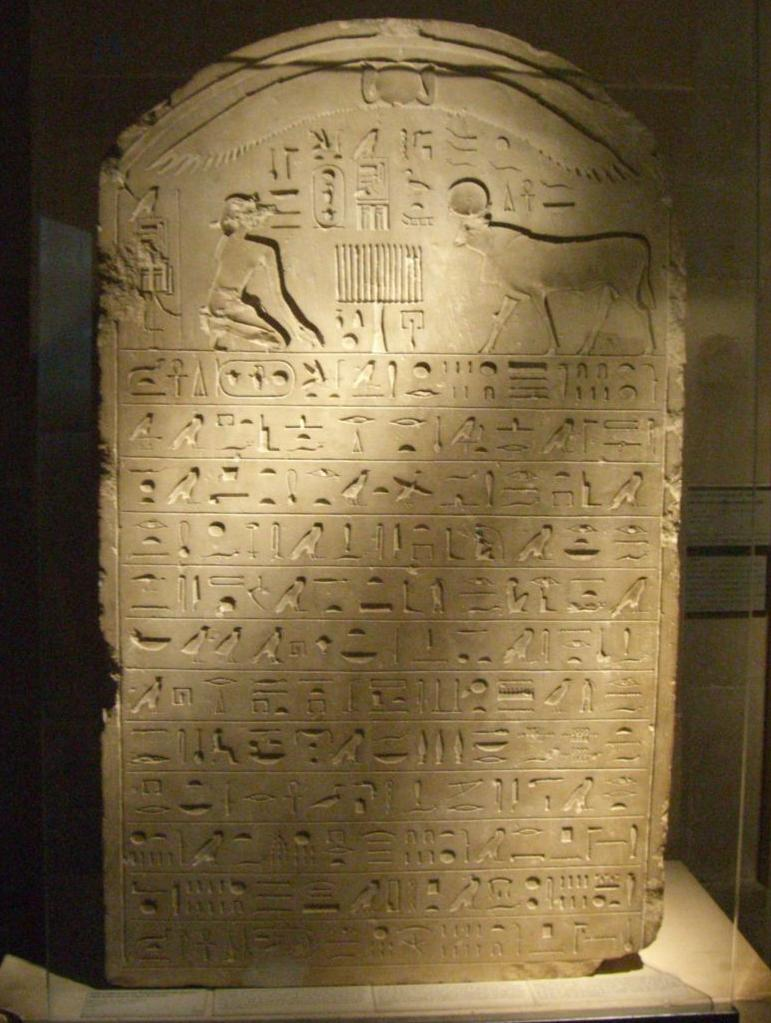
アマシス2世23年の石碑（ルーヴル美術館）